# Savvatij (Antonov)
Savvatij (světským jménem: Sergej Gennaděvič Antonov; * 1. září 1968, Čeboksary) je ruský pravoslavný duchovní Ruské pravoslavné církve, arcibiskup a metropolita čeboksarský a čuvašský.

## Život
Narodil se 1. září 1968 v Čeboksarech v rodině kněze.
Roku 1985 dokončil 3. střední školu Čeboksarech a v letech 1986-1988 sloužil v řadách Sovětské armády.
Dne 20. srpna 1989 byl arcibiskupem čeboksarským a čuvašským Varnavou (Kedrovem) postřižen na monacha se jménem Savvatij na počest svatého Savvatija Soloveckého.
Dne 27. srpna 1989 byl arcibiskupem Varnavou rukopoložen na hierodiakona a 22. října na jeromonacha.
Dne 1. listopadu 1989 byl ustanoven knězem katedralního chrámu v Čeboksarech.
Dne 30. července 1993 byl ustanoven představeným monastýru Svaté Trojice v Čeboksarech a zároveň byl povýšen na igumena.
Roku 1993 dokončil studium na Moskevském duchovním semináři a roku 1996 byl povýšen na archimandritu.
Roku 2004 úspěšně dokončil studium na Moskevské duchovní akademii.
Roku 2005 byl zvolen biskupem alatyrským a vikarijním biskupem čeboksarské eparchie. Dne 30. ledna 2005 proběhla v chrámu Krista Spasitele v Moskvě jeho biskupská chirotonie. Světiteli byli patriarcha moskevský Alexij II., metropolita krutický a kolomenský Juvenalij (Pojarkov), metropolita smolenský a kaliningradský Kirill (Gunďajev), metropolita kalužský a borovský Kliment (Kapalin), metropolita čeboksarský a čuvašský Varnava (Kedrov), arcibiskup istrinský Arsenij (Jepifanov), arcibiskup tobolský a ťumenský Dimitrij (Kapalin), arcibiskup chersonský Innokentij (Vasiljev), arcibiskup verejský Jevgenij (Rešetnikov), arcibiskup orechovo-zujevský Alexij (Frolov), biskup krasnogorský Sava (Volkov), biskup dmitrovský Alexandr (Agrikov), biskup sergijevoposadský Feognost (Guzikov), biskup tambovský a mičurinský Feodosij (Vasněv), biskup nižněnovgorodský a arzamaský Georgij (Danilov) a biskup ljuberecký Veniamin (Zaryckyj).
Dne 10. října 2009 byl Svatým synodem zvolen biskupem nově zřízené ulan-udenské eparchie.
Dne 17. prosince 2011 byl rozhodnutím Svatého synodu schválen jako představený Spaso-Preobraženského monastýru v obci Posolskoje v Kabanském rajónu Burjatska a monastýru Svaté Trojice v obci Troickoje v Pribajkalském rajónu Burjatska.
Dne 1. února 2014 byl při liturgii v chrámu Krista Spasitele v Moskvě povýšen patriarchou Kirillem na arcibiskupa.
Dne 5. května 2015 byl zvolen metropolitou nově zřízené burjatské metropole.
Dne 24. května 2015 byl v chrámu Krista Spasitele povýšen na metropolitu.
Dne 25. srpna 2020 byl Svatým synodem ustanoven metropolitou čeboksarským a čuvašským a hlavou čuvašské metropole.
Dne 29. prosince 2020 byl Svatým synodem schválen jako představený monastýru Svaté Trojice v Čeboksarech.

## Řády a vyznamenání

### Světské vyznamenání
- 2000 –  Rusko Medaile řádu Za zásluhy o vlast

### Církevní vyznamenání
- 2001 – Řád svatého blahověrného knížete Daniela Moskevského III. stupně
- 2008 – Řád svatého apoštolůmrovného knížete Vladimíra (Ukrajinská pravoslavná církev (Moskevský patriarchát))
- 2013 – Patriarchální diplom
- 2018 – Řád přepodobného Serafima Sarovského III. stupně